# Otto-Berndt-Halle

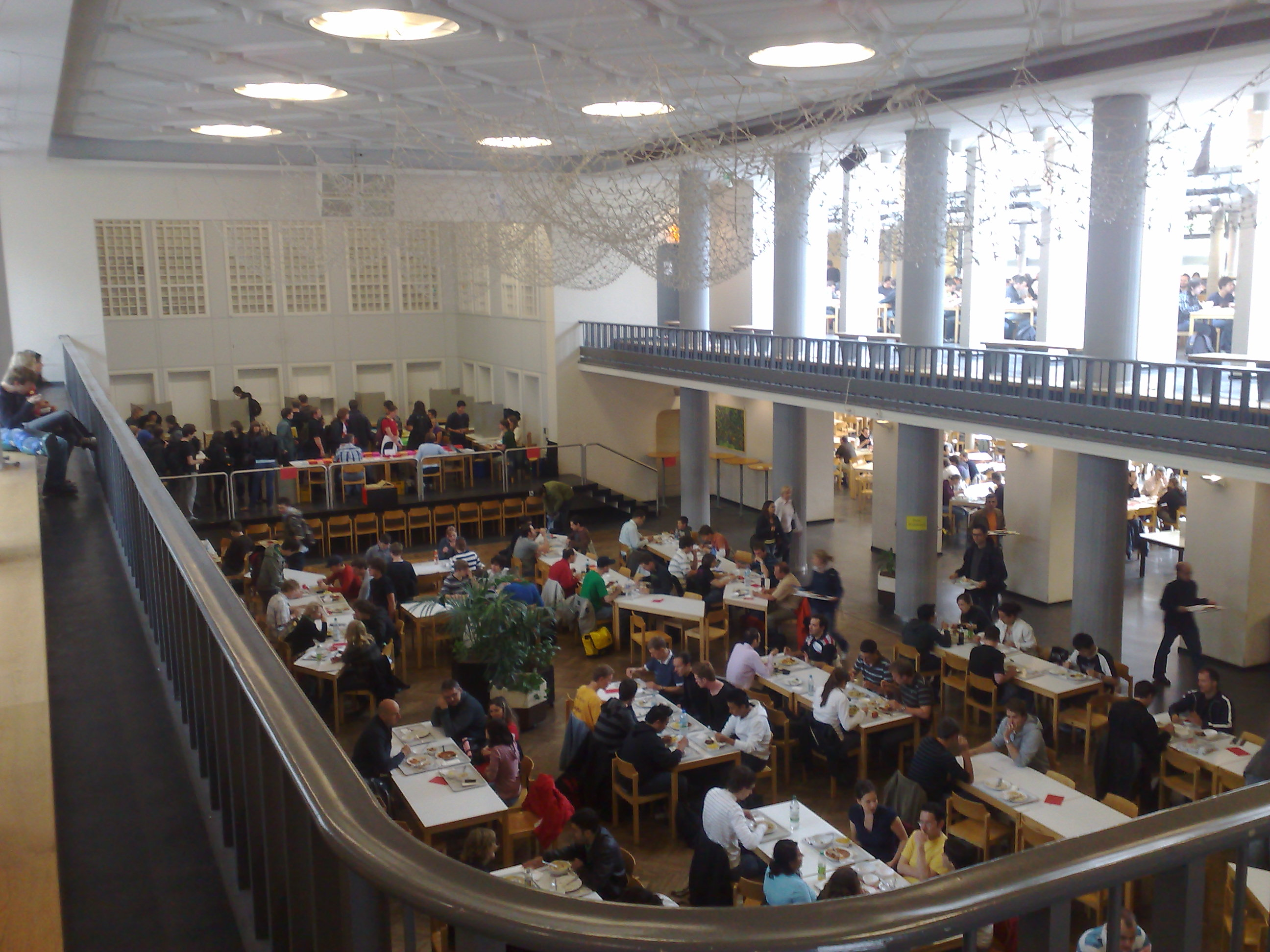
Innenraum der Otto-Berndt-Halle

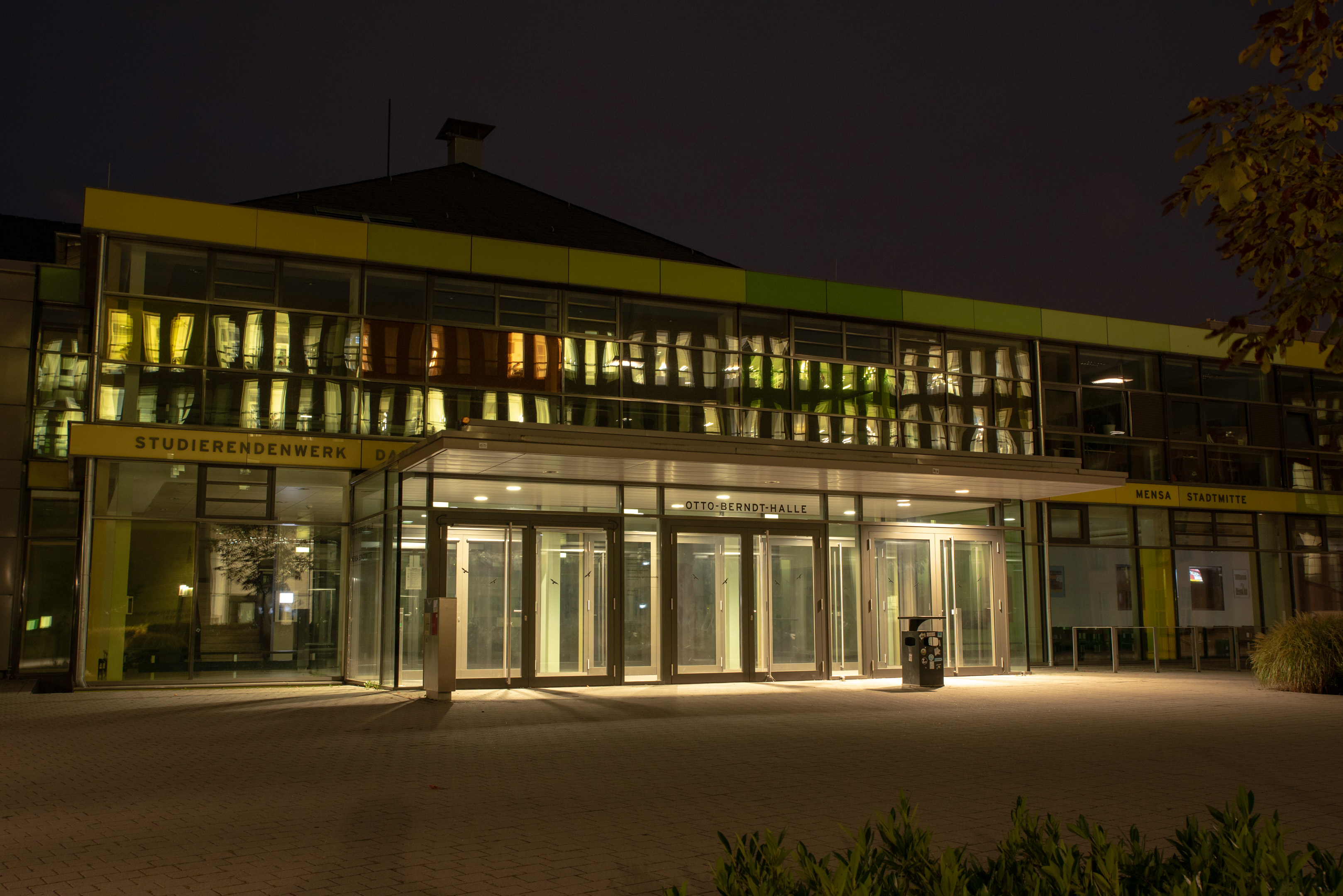
Eingangsbereich der Otto-Berndt-Halle

Die Otto-Berndt-Halle ist ein Mehrzweckgebäude in Darmstadt. 
Der Bau wurde ursprünglich 1792 als Exerzierhalle für das Infanterieregiment in der Alexanderstraße errichtet. In den Jahren 1925/1926 baute der Darmstädter Architekt Karl Roth sie zu einer Turn- und Festhalle für die benachbarte Technische Universität um. Hierzu hatte Otto Berndt die erforderlichen Mittel bei privaten Spendern und der Industrie eingeworben. Zum Dank erhielt die Turn- und Festhalle bei ihrer Einweihung am 31. Januar 1926 den Namen Otto-Berndt-Halle.
Bei den Luftangriffen auf Darmstadt während des Zweiten Weltkrieges wurde die Halle 1944 weitgehend zerstört. Von dem Bau blieben nur die Außenmauern und einige Tragwände im Inneren erhalten. Unter der Planung des Architekten Gerhard Bartels wurde die Halle zwischen 1950 und 1951 im typischen Stil der beginnenden 1950er Jahre wieder aufgebaut. Seither dient die Halle der TU Darmstadt als Mensa und Veranstaltungsraum. Von 1952 an fanden hier u. a. die Darmstädter Gespräche statt.
Die Otto-Berndt-Halle wurde mehrfach saniert, zuletzt in den Jahren 2009 bis 2011. Seit 1986 steht sie unter Denkmalschutz.